# Saprofager

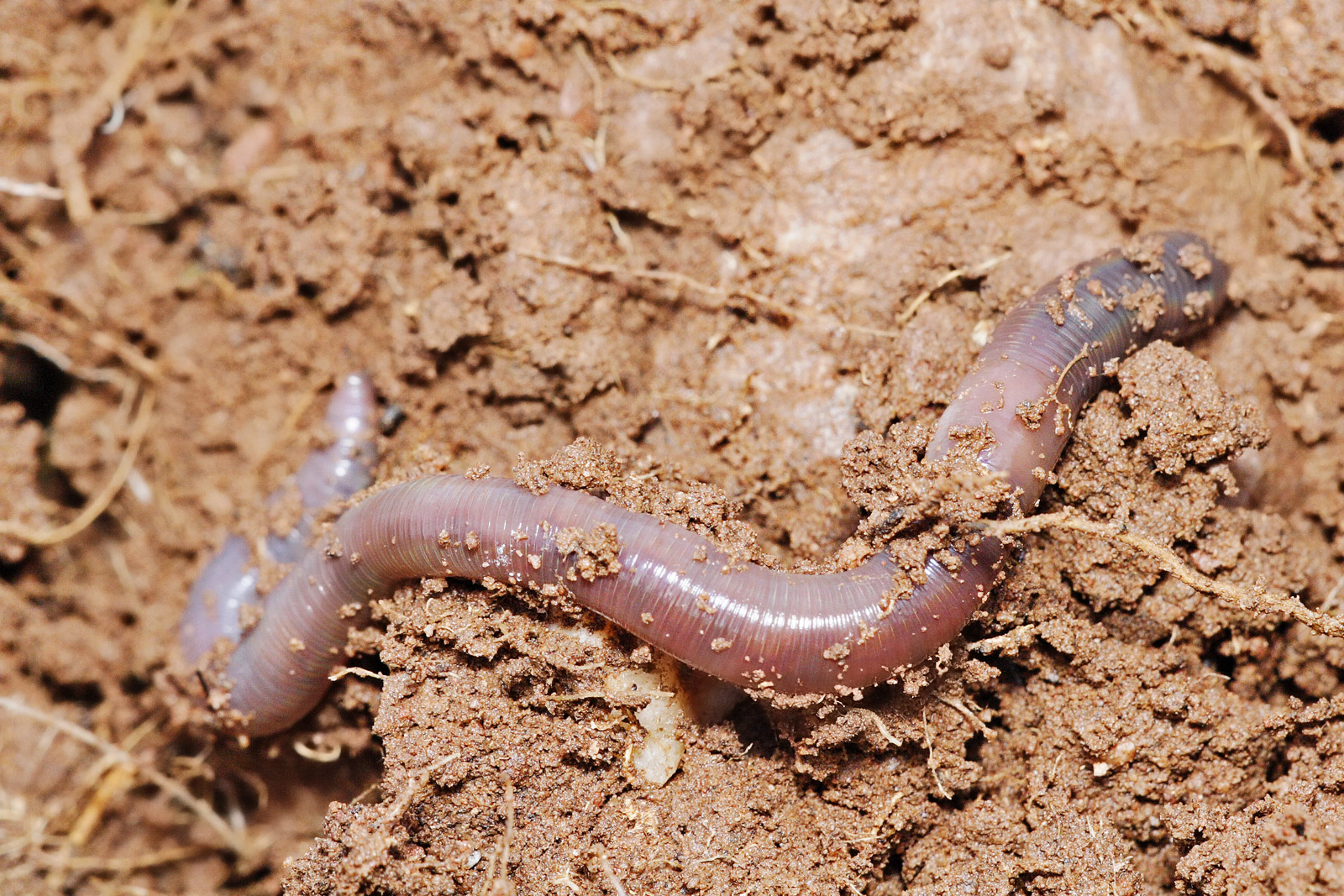
Daggmaskar är bra exempel på jordlevande saprofager.

Saprofager kallas djur som livnär sig på organismer som är döda när djuret påträffar dem. Det handlar om asätare som livnär sig på kadaver, någorlunda intakta djurkroppar, till djur som äter små partiklar som blivit kvar efter döda organismer.